# Fonseca (kommun)
Fonseca är en kommun i Colombia.   Den ligger i departementet La Guajira, i den norra delen av landet, 700 km norr om huvudstaden Bogotá. Antalet invånare är 26 831. Arean är 662 kvadratkilometer.
Terrängen i Fonseca är varierad.